# Morti nel 1987/Luglio
| Questa pagina contiene informazioni ricavate automaticamente dalle voci biografiche con l'ausilio del template Bio e di un bot. L'aggiornamento è periodico e automatico e ricostruisce completamente la pagina. Se manca una persona in questa lista, sei pregato di non aggiungerla, ma accertati piuttosto che la sua voce biografica contenga il template Bio e che i dati anagrafici siano correttamente compilati. Se il template Bio manca, inseriscilo tu stesso o, in alternativa, metti l'avviso {{tmp\|Bio}} che ne segnala la mancanza. Se i dati riportati sono sbagliati, correggi direttamente la voce biografica; le modifiche saranno visibili in questa lista entro pochi giorni. Per chiarimenti vedi il progetto biografie. La lista contiene solo le 94 persone che sono citate nell'enciclopedia e per le quali è stato implementato correttamente il template Bio. Pagina aggiornata al 3 mar 2024. |

- 1º luglio - Snakefinger, musicista e compositore inglese (n. 1949)
- 2 luglio - Michael Bennett, regista, coreografo e ballerino statunitense (n. 1943)
- 2 luglio - Vincenzo De Crescenzo, poeta italiano (n. 1915)
- 2 luglio - Yacout El-Soury, calciatore egiziano
- 2 luglio - Karl Linnas, militare estone (n. 1919)
- 3 luglio - Viola Dana, attrice statunitense (n. 1897)
- 3 luglio - Vittorio Ronchi, agronomo italiano (n. 1892)
- 4 luglio - Paul Fromm, mercante e mecenate statunitense (n. 1906)
- 4 luglio - Alexander Gordon-Lennox, ammiraglio scozzese (n. 1911)
- 4 luglio - Bengt Georg Daniel Strömgren, astronomo danese (n. 1908)
- 5 luglio - Attilio Ferrari, politico italiano (n. 1920)
- 5 luglio - Pasquale Meomartini, politico e dirigente sportivo italiano (n. 1910)
- 5 luglio - Einar Sandberg, calciatore norvegese (n. 1905)
- 5 luglio - Karel Steklý, regista e sceneggiatore cecoslovacco (n. 1903)
- 6 luglio - Mariano Poletto, politico italiano (n. 1907)
- 6 luglio - László Pusztai, calciatore ungherese (n. 1946)
- 7 luglio - Giannino Bulzone, maratoneta italiano (n. 1911)
- 7 luglio - William Longstreth Dodge, bobbista statunitense (n. 1925)
- 7 luglio - René Gérard, calciatore francese (n. 1914)
- 7 luglio - José Macrí, calciatore argentino (n. 1917)
- 7 luglio - Henri Robert, profumiere francese (n. 1899)
- 7 luglio - Hannelore Schroth, attrice tedesca (n. 1922)
- 7 luglio - Benedetto Strampelli, oculista italiano (n. 1904)
- 7 luglio - Henry Toft, giornalista, insegnante e rugbista a 15 britannico (n. 1909)
- 8 luglio - Gerardo Diego, poeta e scrittore spagnolo (n. 1896)
- 8 luglio - Torquato Rossini, dirigente sportivo e calciatore italiano (n. 1897)
- 8 luglio - Franjo Wölfl, allenatore di calcio e calciatore jugoslavo (n. 1918)
- 9 luglio - Eduardo Fiestas, cestista peruviano (n. 1925)
- 9 luglio - Antonio Marietti, calciatore e attore italiano (n. 1906)
- 9 luglio - Hezekiah Ochuka, militare keniota (n. 1953)
- 9 luglio - Ulas Samčuk, scrittore e giornalista ucraino (n. 1905)
- 9 luglio - Raymond Stasse, schermidore belga (n. 1913)
- 10 luglio - John Hammond, produttore discografico, musicista e critico musicale statunitense (n. 1910)
- 10 luglio - Marcel Vanco, calciatore francese (n. 1895)
- 11 luglio - Freddie Crum, cestista statunitense (n. 1912)
- 11 luglio - Riccardo Jucker, imprenditore e collezionista d'arte italiano (n. 1909)
- 11 luglio - Ville Mattila, fondista e sciatore di pattuglia militare finlandese (n. 1903)
- 11 luglio - Avi Ran, calciatore israeliano (n. 1963)
- 11 luglio - Tom Waddell, multiplista, dirigente sportivo e attivista statunitense (n. 1937)
- 12 luglio - Harold Goodwin, attore statunitense (n. 1902)
- 12 luglio - Marguerite Renoir, montatrice francese (n. 1906)
- 13 luglio - Maurizio Bovarini, fumettista e illustratore italiano (n. 1934)
- 13 luglio - Renata Cortiglioni, direttrice di coro italiana (n. 1909)
- 14 luglio - William Patrick Hitler,  inglese (n. 1911)
- 14 luglio - Viktor Mihajlovič Ždanov, virologo sovietico (n. 1914)
- 15 luglio - Margarete Schlegel, attrice e cantante tedesca (n. 1899)
- 16 luglio - Fedele Cova, ingegnere italiano (n. 1904)
- 16 luglio - Pierre Lardinois, politico olandese (n. 1924)
- 16 luglio - Arthur Pilbrow, schermidore britannico (n. 1902)
- 17 luglio - Oscar Andriani, attore italiano (n. 1905)
- 17 luglio - Jörg Fauser, scrittore, giornalista e traduttore tedesco (n. 1944)
- 17 luglio - Yūjirō Ishihara, attore e cantante giapponese (n. 1934)
- 17 luglio - Howard McGhee, trombettista statunitense (n. 1918)
- 17 luglio - Kristjan Palusalu, lottatore estone (n. 1908)
- 17 luglio - Paul Seltenhammer, costumista e scenografo austriaco (n. 1903)
- 19 luglio - Clementina de Jesus, cantante brasiliana (n. 1901)
- 19 luglio - Arrigo Pelliccia, violinista e violista italiano (n. 1912)
- 20 luglio - Giuseppe Armosino, politico italiano (n. 1914)
- 20 luglio - Richard Egan, attore statunitense (n. 1921)
- 20 luglio - Dmitrij Danilovič Leljušenko, generale sovietico (n. 1901)
- 20 luglio - Bruno Panonzini, calciatore italiano (n. 1908)
- 20 luglio - Alexander Wood, calciatore scozzese (n. 1907)
- 21 luglio - Curt Bergsten, calciatore svedese (n. 1912)
- 21 luglio - Luigi Gilardi, ciclista su strada e pistard italiano (n. 1897)
- 22 luglio - Giuseppe Cobolli Gigli, politico italiano (n. 1892)
- 22 luglio - Adele Comandini, sceneggiatrice statunitense (n. 1898)
- 22 luglio - Ludovico Quaroni, urbanista, architetto e saggista italiano (n. 1911)
- 24 luglio - Renato Tiriticco, calciatore italiano (n. 1924)
- 25 luglio - Tommaso Chiaretti, sceneggiatore, scrittore e critico cinematografico italiano (n. 1926)
- 25 luglio - Charles Stark Draper, ingegnere statunitense (n. 1901)
- 25 luglio - Mario Radice, pittore italiano (n. 1898)
- 26 luglio - Frank Marshall Davis, giornalista, poeta e attivista statunitense (n. 1905)
- 26 luglio - Carmelita Maracci, ballerina, coreografa e insegnante statunitense (n. 1908)
- 26 luglio - Kenneth Muse, animatore statunitense (n. 1910)
- 26 luglio - Antonino Pino, poeta, zoologo e politico italiano (n. 1909)
- 26 luglio - Hugh Wheeler, librettista, romanziere e sceneggiatore britannico (n. 1912)
- 26 luglio - Tawfiq al-Hakim, scrittore egiziano (n. 1898)
- 27 luglio - Sálim Ali, ornitologo indiano (n. 1896)
- 27 luglio - Mario Baldi, calciatore italiano (n. 1903)
- 27 luglio - George Julius Gulack, ginnasta statunitense (n. 1905)
- 27 luglio - Travis Jackson, giocatore di baseball statunitense (n. 1903)
- 27 luglio - Jan Mikusiński, matematico polacco (n. 1913)
- 27 luglio - Pietro Raimondi, vescovo cattolico italiano (n. 1896)
- 28 luglio - Fëdor Fedorenko, criminale di guerra russo (n. 1907)
- 29 luglio - Mary Davies Wilburn,  britannica (n. 1883)
- 29 luglio - Roberto Pane, storico dell'architettura e architetto italiano (n. 1897)
- 29 luglio - Abner Rossi, violoncellista, chitarrista e compositore italiano (n. 1908)
- 30 luglio - Andrei Bărbulescu, calciatore rumeno (n. 1909)
- 30 luglio - MacDonald Hobley, annunciatore televisivo, conduttore televisivo e attore britannico (n. 1917)
- 30 luglio - Albert Schilling, scultore svizzero (n. 1904)
- 30 luglio - Narciso Soldan, allenatore di calcio e calciatore italiano (n. 1927)
- 30 luglio - Michel Tapié, critico d'arte francese (n. 1909)
- 31 luglio - Carlo Borgonovo, calciatore italiano (n. 1914)
- 31 luglio - Michael Staniforth, attore e cantante inglese (n. 1952)